# Liste der Länder nach christlicher Bevölkerung

Länder nach Anteil der christlichen Bevölkerung (2012)

Folgende Liste sortiert Länder und Territorien nach ihrem prozentualen Anteil der christlichen Bevölkerung. Angegeben ist zudem die Gesamtzahl der Christen innerhalb eines Landes und, wenn Zahlen vorhanden sind, deren konfessionelle Verteilung. Ein großer Teil der Daten und Angaben stammen aus einer Studie des Pew Research Center aus dem Jahre 2011 sowie von Volkszählungen und Angaben der nationalen statistischen Ämter. Zu bedenken ist, dass ein Teil der Zahlen auf Schätzungen beruht. Zudem werden in den nationalen Statistiken zur Religionszugehörigkeit in einigen Ländern auch nicht praktizierende Christen zur christlichen Bevölkerung gezählt.
Im Jahre 2011 war das Christentum mit weltweit ca. 2,2 Milliarden Anhängern, vor dem Islam, die größte Religionsgruppe der Welt. Unter den 232 Ländern und Territorien, die in der Studie des Pew Research Center untersucht wurden, wiesen 176 eine christliche Bevölkerungsmehrheit auf. Die Länder mit der größten christlichen Bevölkerung waren die Vereinigten Staaten (247 Mio.), Brasilien (176 Mio.), Mexiko (108 Mio.), Russland (105 Mio.) und die Philippinen (87 Mio.). Weltregionen mit christlicher Bevölkerungsmehrheit sind Europa, Nordamerika, Südamerika, Australasien sowie die Südhälfte Afrikas. Dazu gibt es bedeutende christliche Minderheiten in nahezu jeder weiteren Weltregion. In den letzten Jahrzehnten war eine Stagnation bzw. Schrumpfung der christlichen Bevölkerung in Europa zu verzeichnen, während diese in Subsahara-Afrika stark anwuchs.
Die größte Glaubensrichtung des Christentums ist der Katholizismus mit 1,2 Milliarden Anhängern, was 52,9 % der weltweiten christlichen Bevölkerung und 15,9 % der Weltbevölkerung zu Katholiken macht. Der Katholizismus ist vor allem in Lateinamerika und Südeuropa dominant. Protestanten sind die zweitgrößte Konfession des Christentums und haben mit ca. 800 Millionen Anhängern einen Anteil von 34,9 % an der christlichen Bevölkerung (11,6 % Anteil an der Weltbevölkerung). Der Protestantismus hat seinen Schwerpunkt in Nordwesteuropa, Nordamerika und dem anglophonen Teil Afrikas. Auf knapp 260 Millionen wird die Anzahl der orthodoxen Christen geschätzt, womit sie 11,4 % der christlichen Bevölkerung stellen (3,4 % der Weltbevölkerung). Die meisten orthodoxen Christen leben in Ost- sowie Südosteuropa, Vorderasien und Ostafrika. Sonstige Christen, wozu u. a. die Zeugen Jehovas, Charismatiker und diverse Freikirchen zählen, werden auf ca. 28 Millionen geschätzt. Damit gehören 1,4 % der Christen und 0,4 % der Weltbevölkerung keiner der drei großen christlichen Glaubensrichtungen an.

## Länder nach christlicher Bevölkerung
| Staat oder Gebiet                  | Anteil Christen | Anzahl Christen | Konfessionelle Verteilung (2010)                                                 | Stand |                   |
| ---------------------------------- | --------------- | --------------- | -------------------------------------------------------------------------------- | ----- | ----------------- |
| Vatikanstadt                       | 100,0 %         | 000000800       | Katholiken 100,0 %                                                               | 2020  |                   |
| Samoa                              | 098,8 %         | 0000196.000     | Protestanten 63,6 %, Katholiken 19,6 %, sonstige Christen 14,1 %                 | 2020  |                   |
| Rumänien                           | 098,6 %         | 0018.959.000    | Orthodoxe 81,0 %, Protestanten 6,2 %, Katholiken 5,1 %                           | 2020  |                   |
| Färöer                             | 098,0 %         | 0000047.800     |                                                                                  | 2020  |                   |
| Amerikanisch-Samoa                 | 098,0 %         | 0000054.000     | Protestanten 60,0 %, Katholiken und sonstige Christen jeweils ca. 20 %           | 2020  |                   |
| Guatemala                          | 097,4 %         | 0017.441.300    | Katholiken 58,2 %, Protestanten 35,6 %, sonstige Christen 1,4 %                  | 2020  |                   |
| Wallis und Futuna                  | 097,3 %         | 0000010.900     | Katholiken 95,2 %, Protestanten 1,0 %, sonstige Christen 1,3 %                   | 2020  |                   |
| Moldau                             | 097,2 %         | 0003.920.300    | Orthodoxe 95,4 %, Protestanten 1,4 %, sonstige Christen 0,4 %                    | 2020  |                   |
| Kiribati                           | 096,8 %         | 0000115.600     | Katholiken 55,0 %, Protestanten 38,9 %, sonstige Christen 3,1 %                  | 2020  |                   |
| Niue                               | 096,7 %         | 000001.500      | Protestantische Mehrheit                                                         | 2020  |                   |
| El Salvador                        | 096,7 %         | 0006.271.000    | Katholiken 51,1 %, Protestanten 35,7 %, sonstige Christen 1,4 %                  | 2020  |                   |
| Grenada                            | 096,6 %         | 00000108.900    | Katholiken 51,9 %, Protestanten 43,4 %, sonstige Christen 1,3 %                  | 2020  |                   |
| Peru                               | 096,5 %         | 0031.805.500    | Katholiken 81,3 %, Protestanten 12,5 %, sonstige Christen 1,8 %                  | 2020  |                   |
| Cookinseln                         | 096,4 %         | 0000016.900     | Protestantische Mehrheit                                                         | 2020  |                   |
| Aruba                              | 096,3 %         | 0000102.800     | Protestantische Mehrheit                                                         | 2020  |                   |
| São Tomé und Príncipe              | 096,1 %         | 0000210.600     | Katholiken 72,0 %, Protestanten ca. 9,5 %, sonstige Christen ca. 1 %             | 2020  |                   |
| Martinique                         | 096,0 %         | 0000360.400     | Katholiken 84,6 %, Protestanten 9,6 %, sonstige Christen 2,3 %                   | 2020  |                   |
| St. Lucia                          | 095,9 %         | 0000176.100     | Protestanten 62,1 %, Katholiken 27,9 %, sonstige Christen 1,1 %                  | 2020  |                   |
| Grönland                           | 095,9 %         | 0000054.400     | Protestanten 95,5 %, Katholiken 0,2 %, sonstige Christen 0,4 %                   | 2020  |                   |
| Guadeloupe                         | 095,9 %         | 0000430.100     | Katholiken 85,2 %, Protestanten 7,5 %, sonstige Christen 3,2 %                   | 2020  |                   |
| St. Helena                         | 095,8 %         | 000005.800      | Protestantische Mehrheit                                                         | 2020  |                   |
| Tonga                              | 095,8 %         | 0000101.300     | Protestanten 65,9 %, Katholiken 15,9 %, sonstige Christen 17,1 %                 | 2020  |                   |
| Puerto Rico                        | 095,8 %         | 0002.739.900    | Katholiken 69,9 %, Protestanten 25,1 %, sonstige Christen 1,9 %                  | 2020  |                   |
| Honduras                           | 095,8 %         | 0009.485.100    | Katholiken 50,3 %, Protestanten 36,6 %, sonstige Christen 0,6 %                  | 2020  |                   |
| Mexiko                             | 095,7 %         | 0123.370.100    | Katholiken 85 %, Protestanten ca. 8 %, sonstige Christen ca. 2 %                 | 2020  |                   |
| Polen                              | 095,6 %         | 0036.183.500    | Katholiken 92,2 %, Protestanten 1,3 %, Orthodoxe 0,4 %, sonstige Christen 0,3 %  | 2020  |                   |
| Paraguay                           | 095,5 %         | 0006.810.400    | Katholiken 89,6 %, Protestanten 6,3 %, sonstige Christen 1,0 %                   | 2020  |                   |
| Ecuador                            | 095,5 %         | 0016.842.600    | Katholiken 83,4 %, Protestanten 9,6 %, sonstige Christen 1,1 %                   | 2020  |                   |
| Kolumbien                          | 095,4 %         | 0048.543.000    | Katholiken 82,3 %, Protestanten 10,0 %, sonstige Christen 0,2 %                  | 2020  |                   |
| Costa Rica                         | 095,4 %         | 0004.859.600    | Katholiken 66,7 %, Protestanten 22,7 %, sonstige Christen 1,5 %                  | 2020  |                   |
| Salomonen                          | 095,3 %         | 0000654.400     | Protestanten 76,6 %, Katholiken 19,0 %, sonstige Christen 1,8 %                  | 2020  |                   |
| Nicaragua                          | 095,1 %         | 0006.296.800    | Katholiken 58,5 %, Protestanten 26,5 %, sonstige Christen 0,9 %                  | 2020  |                   |
| Marshallinseln                     | 095,1 %         | 0000056.200     | Protestanten 87,0 %, Katholiken 8,4 %, sonstige Christen 2,1 %                   | 2020  |                   |
| Demokratische Republik Kongo       | 095,0 %         | 0085.061.000    | Protestanten 48,1 %, Katholiken 47,3 %, sonstige Christen 0,4 %                  | 2020  |                   |
| Barbados                           | 095,0 %         | 0000272.900     | Protestanten 88,0 %, Katholiken 4,3 %, sonstige Christen 2,8 %                   | 2020  |                   |
| Kap Verde                          | 095,9 %         | 0000527.700     | Katholiken 78,7 %, Protestanten 7,2 %, Orthodoxe 0,7 %, sonstige Christen 2,5 %  | 2020  |                   |
| Dominikanische Republik            | 094,9 %         | 00010.296.200   | Katholiken 67,2 %, Protestanten 21 %, sonstige Christen 0,7 %                    | 2020  |                   |
| Papua-Neuguinea                    | 094,8 %         | 0008.482.200    | Protestanten 68 %, Katholiken ca. 30 %, sonstige Christen ca. 1 %                | 2020  |                   |
| Tuvalu                             | 094,8 %         | 0000011.200     | Protestanten 95,4 %, Katholiken 0,5 %, sonstige Christen 0,8 %                   | 2020  |                   |
| Armenien                           | 094,7 %         | 0002.806.600    | Orthodoxe 76,6 %, Katholiken 8,7 %, Protestanten 2,2 %, sonstige Christen 1,0 %  | 2020  |                   |
| Föderierte Staaten von Mikronesien | 094,7 %         | 0000108.900     | Katholiken 52,7 %, Protestanten 41,7 %, sonstige Christen ca. 1 %                | 2020  |                   |
| Seychellen                         | 094,7 %         | 0000093.100     | Katholiken 83,0 %, Protestanten 10 %, sonstige Christen 1 %                      | 2020  |                   |
| St. Kitts und Nevis                | 094,6 %         | 0000050.300     | Protestanten 84,1 %, Katholiken 9,2 %, sonstige Christen 1,4 %                   | 2020  |                   |
| Amerikanische Jungferninseln       | 094,5 %         | 000098.700      | Protestanten 65,5 %, Katholiken 27,1 %, Orthodoxe 0,4 %, sonstige Christen 1,8 % | 2020  |                   |
| Saint-Pierre und Miquelon          | 094,4 %         | 000005.500      | Katholiken 93 %, Protestanten 1,2 %, sonstige Christen 0,5 %                     | 2020  |                   |
| Dominica                           | 094,4 %         | 0000067.900     | Katholiken 58,1 %, Protestanten 35,5 %, sonstige Christen 0,8 %                  | 2020  |                   |
| Haiti                              | 094,3 %         | 00010.747.600   | Katholiken 56,7 %, Protestanten 29,5 %, sonstige Christen 0,6 %                  | 2020  |                   |
| Guam                               | 094,0 %         | 0000158.700     | Katholiken 75,0 %, Protestanten 17,7 %, sonstige Christen 1,4 %                  | 2020  |                   |
| Französisch-Polynesien             | 093,8 %         | 0000263.500     | Protestanten 40,6 %, Katholiken 39,8 %, sonstige Christen 13,6 %                 | 2020  |                   |
| Curaçao                            | 093,6 %         | 153.000         | Protestantische Mehrheit                                                         | 2020  |                   |
| Vanuatu                            | 093,4 %         | 0000286.900     | Protestanten 78,2 %, Katholiken 13,8 %, sonstige Christen 1,5 %                  | 2020  |                   |
| Burundi                            | 093,4 %         | 0011.102.400    |                                                                                  | 2020  |                   |
| Angola                             | 092,9 %         | 0030.517.300    | Katholiken 56,8 %, Protestanten 30,6 %, sonstige Christen 0,7 %                  | 2020  |                   |
| Bahamas                            | 093,0 %         | 0000365.800     | Protestanten 80,2 %, Katholiken 14,6 %, sonstige Christen 1,3 %                  | 2020  |                   |
| Bolivien                           | 092,8 %         | 00010.836.200   | Katholiken 79,0 %, Protestanten 13,7 %, sonstige Christen 1,2 %                  | 2020  |                   |
| Antigua und Barbuda                | 092,7 %         | 0000090.800     | Protestanten 81,2 %, Katholiken 10,5 %, sonstige Christen 1,3 %                  | 2020  |                   |
| Venezuela                          | 092,6 %         | 0026.343.200    | Katholiken 77,1 %, Protestanten 10,1 %, sonstige Christen 1,5 %                  | 2020  |                   |
| Belize                             | 092,3 %         | 0000366.900     | Katholiken 49,9 %, Protestanten 35,4 %, sonstige Christen 1,9 %                  | 2020  |                   |
| Palau                              | 092,3 %         | 0000016.700     | Katholiken 55,1 %, Protestanten 29,6 %, sonstige Christen 2,0 %                  | 2020  |                   |
| Lesotho                            | 092,1 %         | 0001.973.800    | Protestanten 49,9 %, Katholiken 45,7 %, sonstige Christen 1,1 %                  | 2020  |                   |
| Malta                              | 091,6 %         | 0000400.000     | Katholiken 89 %, sonstige Christen ca. 3 %                                       | 2016  |                   |
| San Marino                         | 091,5 %         | 0000031.100     | Katholiken 90,5 %, Protestanten 0,3 %, sonstige Christen 0,8 %                   | 2020  |                   |
| Ruanda                             | 091,5 %         | 00011.852.300   | Katholiken 49,5 %, Protestanten 43,4 %, sonstige Christen 0,5 %                  | 2020  |                   |
| Turks- und Caicosinseln            | 091,5 %         | 0000035.400     | Protestanten 78 %, Katholiken 12,3 %, sonstige Christen 1,9 %                    | 2020  |                   |
| Montserrat                         | 091,2 %         | 000004.600      | Protestantische Mehrheit                                                         | 2020  |                   |
| Kroatien                           | 091,0 %         | 0004.110.000    | Katholiken 84,0 %, Orthodoxe ca. 4 %, Protestanten ca. 0,3 %                     | 2011  |                   |
| Namibia                            | 090,9 %         | 0002.309.500    | Protestanten 73,4 %, Katholiken 23,8 %, sonstige Christen 0,4 %                  | 2020  |                   |
| Andorra                            | 090,8 %         | 0000070.200     | Katholiken 88,2 %, Orthodoxe und Protestanten je 0,3 %, sonstige Christen 0,8 %  | 2020  |                   |
| Brasilien                          | 090,7 %         | 0192.938.500    | Katholiken 68,6 %, Protestanten 20,8 %, sonstige Christen 0,8 %                  | 2020  |                   |
| Philippinen                        | 090,7 %         | 0099.307.000    | Katholiken 81,4 %, Protestanten 10,8 %, sonstige Christen 0,9 %                  | 2020  |                   |
| Anguilla                           | 090,6 %         | 00000013.600    | Protestantische Mehrheit                                                         | 2020  |                   |
| Panama                             | 090,1 %         | 0003.888.200    | Katholiken 75,3 %, Protestanten 16,4 %, sonstige Christen 1,3 %                  | 2020  |                   |
| Griechenland                       | 089,6 %         | 009.337.900     | Orthodoxe 88,3 %, Katholiken 0,7 %, Protestanten und sonstige Christen je 0,3 %  | 2020  |                   |
| Serbien                            | 089,5 %         | 0005.940.400    | Orthodoxe 85 %, Katholiken ca. 5 %, Protestanten ca. 1 %                         | 2020  |                   |
| Republik Kongo                     | 089,3 %         | 0004.929.000    | Protestanten 51,4 %, Katholiken 30,1 %, sonstige Christen 4,4 %                  | 2020  |                   |
| Argentinien                        | 088,8 %         | 0040.118.100    | Katholiken 76,8 %, Protestanten 7,3 %, sonstige Christen 1,1 %                   | 2020  |                   |
| Liechtenstein                      | 088,8 %         | 0000033.900     | Katholiken 76,0 %, Protestanten ca. 7,5 %, sonstige Christen ca. 1,4 %           | 2020  |                   |
| Bermuda                            | 088,7 %         | 0000055.200     | Protestanten 64,8 %, Katholiken 14,9 %, Orthodoxe 0,5 %, sonstige Christen 1,4 % | 2020  |                   |
| St. Vincent und die Grenadinen     | 088,6 %         | 000098.300      | Protestanten 81,6 %, Katholiken 6,2 %, sonstige Christen 0,8 %                   | 2020  |                   |
| Gibraltar                          | 088,6 %         | 0000029.900     | Protestanten 80,0 %, Katholiken 8,2 %, sonstige Christen 0,7 %                   | 2020  |                   |
| Äquatorialguinea                   | 088,3 %         | 00001.238.500   | Katholiken 80,7 %, Protestanten 7,5 %, sonstige Christen 0,5 %                   | 2020  |                   |
| Chile                              | 088,3 %         | 0016.869.200    | Katholiken 71,8 %, Protestanten 15,5 %, sonstige Christen 2 %                    | 2020  | class="wikitable" |
| Religion                           | Personen        | Prozent         |                                                                                  |       |                   |
| Katholiken                         | 1.310.000       | 97,5 %          |                                                                                  |       |                   |
| Protestanten                       | 27.400          | 2,04 %          |                                                                                  |       |                   |
| Muslime                            | 3.500           | 0,26 %          |                                                                                  |       |                   |

| Réunion
!087,5 %
!0000783.600
|Katholiken 80,0 %,
Protestanten 6,9 %,
sonstige Christen 0,7 %
!2020
|-
| Eswatini
!087,4 %
!0001.013.900
|Protestanten 81,8 %,
Katholiken 4,9 %,
sonstige Christen 0,8 %
!2020
|-
| Ungarn
!087,3 %
!0008.429.400
|Katholiken 39 %,
Protestanten ca. 15 %
!2020
|-
| Georgien
!085,8 %
!0003.424.300
|Orthodoxe 87,3 %,
Katholiken 0,8 %,
Protestanten 0,4 %,
sonstige Christen 0,3 %
!2020
|-
| Sambia
!085,5 %
!0015.717.000
|Protestanten 67,8 %,
Katholiken 21 %,
sonstige Christen 8,5 %
!2020
|-
| Monaco
!085,3 %
!0000033.500
|Katholische Mehrheit
!2020
|-
| Guernsey und  Jersey
!085,3 %
!0000148.200
|Protestanten 66,2 %,
Katholiken 18,5 %,
sonstige Christen 0,4 %
!2020
|-
| Neukaledonien
!085,1 %
!0000243.000
|Katholiken 50,8 %,
Protestanten 32,4 %,
sonstige Christen 2,0 %
!2020
|-
| Irland
!085,1 %
!0003.992.800
|Katholiken 78,3 %,
Protestanten ca. 4 %,
Orthodoxe ca. 1,3 % (2016)
!2016
|-
| Gabun
!084,7 %
!0001.885.700
|Katholiken 53,5 %,
Protestanten 24 %,
sonstige Christen 0,2 %
!2020
|-
| Portugal
!084,7 %
!0007.444.800
|Katholiken 80,2 %,
sonstige Christen ca. 5 % (2021)
!2021
|-
| Ukraine
!084,6 %
!0037.004.900
|Orthodoxe 76,7 %,
Katholiken 5,6 %,
Protestanten 1,3 %
!2020
|-
| Slowakei
!084,6 %
!0004.616.400
|Katholiken 66 %,
Protestanten ca. 9 %,
Orthodoxe ca. 1 %
!2020
|-
| Jamaika
!084,6 %
!0002.503.700
|Protestanten 72,8 %,
Katholiken 2,6 %,
sonstige Christen 1,6 %
!2020
|-
| Uganda
!084,4 %
!0038.623.800
|Protestanten 44,4 %,
Katholiken 42,2 %
!2020
|-
| Französisch-Guayana
!084,2 %
!0000251.500
|Katholiken 76,9 %,
Protestanten 5,9 %,
sonstige Christen 1,6 %
!2020
|-
| Isle of Man
!084,1 %
!0000071.500
|Protestanten 72,0 %,
Katholiken 11,0 %,
sonstige Christen 1,1 %
!2020
|-
| Slowenien
!083,2 %
!0001.732.100
|Katholiken 75 %,
Orthodoxe ca. 3 %,
Protestanten ca. 1 %
!2020
|-
| Island
!083,1 %
!0000277.000
|Protestanten 80 %,
Katholiken ca. 3 %
!2015
|-
| Falklandinseln
!082,7 %
!2.900
|Protestantische Mehrheit
!2020
|-
| Bulgarien
!082,7 %
!0005.748.800
|Orthodoxe 83,0 %,
Protestanten 0,6 %,
Katholiken 0,5 %
!2020
|-
| Russland
!082,2 %
!0119.945.100
|Orthodoxe 71 %,
Protestanten 1,8 %,
Katholiken 0,5 %,
sonstige Christen 0,3 %
!2020
|-
| Südafrika
!081,8 %
!0048.520.300
|Protestanten 72,9 %,
Katholiken 7,3 %,
sonstige Christen 0,6 %
!2020
|-
| Simbabwe
!081,7 %
!00012.149.500
|Protestanten 66,8 %,
Katholiken 10,3 %,
Orthodoxe und
sonstige Christen je 0,5 %
!2020
|-
| Britische Jungferninseln
!081,7 %
!0000024.700
|Protestanten 78,4 %,
Katholiken 3,4 %,
sonstige Christen 2,7 %
!2020
|-
| Cayman Islands
!081,6 %
!0000053.600
|Protestanten 70,8 %,
Katholiken 8,8 %,
sonstige Christen 1,5 %
!2020
|-
| Nördliche Marianen
!081,2 %
!0000046.700
|Katholiken 64,1 %,
Protestanten 16 %,
sonstige Christen 1,2 %
!2020
|-
| Kenia
!081,0 %
!0043.554.100
|Protestanten 59,6 %,
Katholiken 22,1 %,
Orthodoxe 1,5 %,
sonstige Christen 1,4 %
!2020
|-
| Litauen
!079,4 %
!0002.540.000
|Katholiken 74,2 %,
Orthodoxe 4,4 %
sonstige Christen ca. 0,8 % (2021)
!2021
|-
| Malawi
!079,3 %
!0015.169.400
|Protestanten 55 %,
Katholiken ca. 26 %,
sonstige Christen ca. 1,5 %
!2020
|-
| Montenegro
!079,2 %
!0000497.500
|Orthodoxe 75,1 %,
Katholiken 3,6 %
!2020
|-
| Dänemark
!078,2 %
!0004.610.000
|Protestanten 67 %,
Orthodoxe ca. 2 %,
Katholiken ca. 1 %,
sonstige Christen ca. 7,5 % (2015)
!2015
|-
| Norwegen
!077,9 %
!0004.098.000
|Protestanten 75 %,
Katholiken ca. 3 % (2016)
!2016
|-
| Belarus
!077,8 %
!0007.351.500
|Orthodoxe 61,5 %,
Katholiken 8,7 %,
Protestanten 1,0 %
!2020
|-
| Luxemburg
!075,8 %
!0000474.200
|Katholiken 65,9 %,
Protestanten 3,2 %,
Orthodoxe 0,7 %,
sonstige Christen 0,6 %
!2020
|-
| Nauru
!075,0 %
!000008.100
|Protestantische Mehrheit
!2020
|-
| Vereinigte Staaten
!074,1 %
!0245.457.100
|Protestanten 51,5 %,
Katholiken 24,0 %,
Orthodoxe 0,6 %,
sonstige Christen 3,4 %
!2020
|-
| Österreich
!073,6 %
!0006.373.000
|Katholiken 64,2 %,
Protestanten 4,8 %,
Orthodoxe 4,6 %
!2016
|-
| Zentralafrikanische Republik
!073,2 %
!0003.534.600
|Protestanten 60,7 %,
Katholiken ca. 29 %,
sonstige Christen ca. 0,5 %
!2020
|-
| Finnland
!072,0 %
!0003.969.364
|Protestanten 70,9 %,
Orthodoxe 1,1 %
!2017
|-
| Italien
!071,4 %
!0043.434.000
|Katholiken 67 %,
Orthodoxe ca. 3 %,
Protestanten ca. 1 % (2015)
!2015
|-
| Spanien
!071,2 %
!0033.104.000
|Katholiken 70,2 %,
Protestanten 1 %
!2016
|-
| Ghana
!071,1 %
!0022.097.100
|Protestanten 60,8 %,
Katholiken 12,9 %,
sonstige Christen 1,1 %
!2020
|-
| Zypern
!070,5 %
!0000851.400
|Orthodoxe 71,8 %,
Katholiken 1,3 %
!2020
|-
| Botswana
!070,1 %
!0001.647.300
|Protestanten 65,6 %,
Katholiken 6,0 %,
sonstige Christen 0,4 %
!2020
|-
| Schweiz
!066,9 %
!0004.671.000
|Katholiken 36,5 %,
Protestanten 24,5 %,
sonstige Christen 5,9 % (2016)
!2016
|-
| Nordmazedonien
!064,0 %
!0001.332.400
|Orthodoxe 64,8 %,
Katholiken 0,4 %
!2020
|-
| Fidschi
!063,9 %
!0000573.000
|Protestanten 53 %,
Katholiken 9,1 %,
sonstige Christen 2,4 %
!2020
|-
| Belgien
!063,7 %
!0007.383.00
|Katholiken 53 %,
Protestanten ca. 6 %,
Orthodoxe ca. 2 %
!2020
|-
| Uruguay
!063,6 %
!00002.209.000
|Katholiken 47,1 %,
Protestanten 6,3 %,
Orthodoxe 1,1 %,
sonstige Christen 3,7 %
!2020
|-
| Trinidad und Tobago
!063,4 %
!0000887.700
|Protestanten 37,8 %,
Katholiken 26,1 %,
Orthodoxe 0,4 %,
sonstige Christen 1,6 %
!2020
|-
| Lettland
!062,6 %
!0001.281.000
|Orthodoxe 26 %,
Katholiken und
Protestanten jeweils ca. 18 %,
sonstige Christen ca. 0,5 %
!2015
|-
| Kuba
!060,7 %
!0006.870.200
|Katholiken 51,7 %,
Protestanten 5,6 %,
Orthodoxe 0,5 %,
sonstige Christen1,5 %
!2020
|-
| Südsudan
!060,5 %
!0006.772.400
|Katholiken 39,7 %,
Protestanten 20,7 %
!2020
|-
| Kamerun
!059,7 %
!0015.841.900
|Katholiken 38,6 %,
Protestanten 31,6 %,
sonstige Christen 0,6 %
!2020
|-
| Vereinigtes Königreich
!059,5 %
!0037.584.000
|Protestanten 45 %,
Katholiken ca. 14,5 % (2011)
!2011
|-
| Äthiopien
!059,1 %
!0067.902.700
|Orthodoxe 43,5 %,
Protestanten 19,2 %,
Katholiken 0,7 %
!2020
|-
| Madagaskar
!058,1 %
!0015.430.000
|Protestanten 35,9 %,
Katholiken 35 %
!2020
|-
| Schweden
!058,0 %
!0005.857.300
|Protestanten 57 %,
sonstige Christen ca. 1 %
!2020
|-
| Frankreich
!056,0 %
!0033.072.000
|Katholiken 51 %,
Protestanten 3 %,
Orthodoxe 2 %
!2016
|-
| Mosambik
!055,8 %
!0017.439.500
|Katholiken 28,4 %,
Protestanten 27,1 %,
sonstige Christen 0,7 %
!2020
|-
| Tansania
!055,3 %
!0033.050.100
|Katholiken 31,8 %,
Protestanten 27,3 %,
sonstige Christen 0,5 %
!2020
|-
| Guyana
!054,2 %
!0000424.900
|Protestanten 48,9 %,
Katholiken 13,2 %,
Orthodoxe 1,5 %,
sonstige Christen 1,3 %
!2020
|-
| Deutschland
!054,0 %
!0044.861.000
|Katholiken 26,7 %,
Protestanten 24,3 %,
Orthodoxe 1,9 %
sonstige Christen 0,7 % (2020)
!2020
|-
| Kanada
!053,3 %
!0019.373.500
|Katholiken 30 %,
Protestanten ca. 21 %,
Orthodoxe ca. 2 %
!2021
|-
| Suriname
!051,0 %
!0000299.200
|Katholiken 29,0 %,
Protestanten 21,0 %
!2020
|-
| Bosnien und Herzegowina
!049,2 %
!0001.614.400
|Orthodoxe 30,7 %,
Katholiken 15,2 %
!2020
|-
| Togo
!047,8 %
!0003.906.700
|Katholiken 26,4 %,
Protestanten 17,1,
sonstige Christen 0,6 %
!2020
|-
| Neuseeland
!047,7 %
!0001.859.000
|Protestanten 35 %,
Katholiken ca. 13 % (2013)
!2013
|-
| Eritrea
!046,7 %
!0001.614.200
|Orthodoxe 57,7 %,
Katholiken 4,6 %,
Protestanten 0,7 %
!2020
|-
| Nigeria
!046,2 %
!0095.186.300
|Protestanten 37,7 %,
Katholiken 12,6 %,
sonstige Christen 0,5 %
!2020
|-
| Australien
!043,9 %
!0011.148.800
|Katholiken 20 %,
Protestanten 18 %,
sonstige Christen ca. 6 % (2021)
!2021
|-
| Benin
!043,5 %
!0005.276.400
|Katholiken 30,0 %,
Protestanten 23,2 %,
sonstige Christen 0,3 %
!2020
|-
| Liberia
!041,2 %
!0002.085.000
|Protestanten 76,0 %,
Katholiken 7,2 %,
Orthodoxe 0,7 %,
sonstige Christen 1,5 %
!2020
|-
| Niederlande
!039,2 %
!0006.697.000
|Katholiken 23,7 %,
Protestanten 15,5 % (2015)
!2015
|-
| Albanien
!037,6 %
!00001.082.100
|Katholiken 10,2 %,
Orthodoxe 7,5 %,
Protestanten 0,3 %
!2020
|-
| Tschad
!035,1 %
!0005.779.500
|Katholiken 22,5 %,
Protestanten 17,6 %
!2020
|-
| Elfenbeinküste
!034,9 %
!0009.202.300
|Protestanten 22,7 %,
Katholiken 21,4 %,
 Orthodoxe 0,4 %,
sonstige Christen 0,3 %
!2020
|-
| Libanon
!034,3 %
!0002.399.500
|Katholiken 28,8 %,
Orthodoxe 8,3 %,
Protestanten 1 %
!2020
|-
| Südkorea
!033,2 %
!0017.012.600
|Protestanten 17,8 %,
Katholiken 10,9 %,
sonstige Christen 0,5 %
!2020
|-
| Mauritius
!033,1 %
!0000420.400
|Katholiken 23,6 %,
Protestanten 1,1 %
!2020
|-
| Estland
!026,8 %
!0000307.000
|Orthodoxe 16 %,
Protestanten ca. 11 % (2021)
!2021
|-
| Kasachstan
!026,1 %
!0004.890.600
|Orthodoxe 21,4 %,
Katholiken 2,4 %,
Protestanten 2 %,
sonstige Christen 0,4 %
!2020
|-
| Burkina Faso
!023,3 %
!0004.876.100
|Katholiken 19 %,
Protestanten 4,2 %
!2020
|-
| Singapur
!020,7 %
!0001.220.500
|Protestanten 10,8 %,
Katholiken 7,1 %
!2020
|-
| Hongkong
!015,2 %
!0001.136.400
|Protestantische Mehrheit
!2020
|-
| Katar
!013,8 %
!0000399.600
|Katholische Mehrheit
!2020
|-
| Guinea-Bissau
!013,0 %
!0000255.200
|Katholiken 17,9 %,
Protestanten 2,1 %
!2020
|-
| Indonesien
!012,2 %
!0033.409.100
|Protestantische Mehrheit
!2020
|-
| Bahrain
!014,5 %
!0000205.400
|Katholische Mehrheit
!2020
|-
| Kuwait
!011,9 %
!0000508.000
|Katholische Mehrheit
!2020
|-
| Brunei
!011,9 %
!0000052.000
|Katholische Mehrheit
!2020
|-
| Tschechien
!011,7 %
!0001.241.200
|Katholiken 9,3 %,
Protestanten ca. 2 % (2021)
!2021
|-
| Sierra Leone
!011,7 %
!0000933.000
|Protestanten 13,7 %,
Katholiken 7,1 %,
sonstige Christen 0,2 %
!2020
|-
| Vereinigte Arabische Emirate
!011,3 %
!0001.114.200
|Katholische Mehrheit
!2020
|-
| Ägypten
!009,7 %
!0009.437.500
|Orthodoxe Mehrheit
!2020
|-
| Sri Lanka
!009,2 %
!0001.975.600
|Katholische Mehrheit
!2020
|-
| Malaysia
!009,2 %
!0002.969.600
|Katholische Mehrheit
!2020
|-
| Vietnam
!009,2 %
!0008.927.100
|Katholische Mehrheit
!2020
|-
| Myanmar
!007,9 %
!0004.310.600
|Protestantische Mehrheit
!2020
|-
| Volksrepublik China
!007,4 %
!0106.018.200
|Protestantische Mehrheit
!2020
|-
| Macau
!007,2 %
!0000045.600
|Katholische Mehrheit
!2020
|-
| Kosovo
!006,2 %
!0000129.000
|Orthodoxe Mehrheit
!2020
|-
| Republik China (Taiwan)
!006,1 %
!0001.441.900
|Protestantische Mehrheit
!2020
|-
| Saudi-Arabien
!006,0 %
!0002.102.100
|Katholische Mehrheit
!2020
|-
| Senegal
!005,1 %
!0000860.800
|Katholische Mehrheit
!2020
|-
| Indien
!004,8 %
!0066.315.900
|Protestantische Mehrheit
!2020
|-
| Gambia
!004,6 %
!0000110.700
|Katholische Mehrheit
!2020
|-
| Sudan
!004,5 %
!0001.974.000
|Protestantische Mehrheit
!2020
|-
| Kirgisistan
!004,4 %
!0000286.300
|Orthodoxe Mehrheit
!2020
|-
| Nepal
!004,3 %
!0001.253.400
|
!2020
|-
| Syrien
!003,8 %
!0000672.200
|Orthodoxe Mehrheit
!2020
|-
| Oman
!003,6 %
!0000185.200
|Katholische Mehrheit
!2020
|-
| Guinea
!003,5 %
!0000462.700
|Protestantische Mehrheit
!2020
|-
| Laos
!002,7 %
!0000197.800
|Protestantische Mehrheit
!2020
|-
| Kambodscha
!002,6 %
!0000425.500
|Katholische Mehrheit
!2020
|-
| Aserbaidschan
!002,4 %
!0000245.600
|Orthodoxe Mehrheit
!2020
|-
| Mali
!002,4 %
!0000475.000
|Katholische Mehrheit
!2020
|-
| Bhutan
!002,3 %
!0000017.600
|
!2020
|-
| Israel
!002,2 %
!0000187.800
|Katholische Mehrheit
!2020
|-
| Japan
!002,1 %
!0002.628.900
|Protestantische Mehrheit
!2020
|-
| Mongolei
!001,9 %
!0000063.600
|Protestantische Mehrheit
!2020
|-
| Pakistan
!001,9 %
!0004.187.900
|Protestantische Mehrheit
!2020
|-
| Jordanien
!001,4 %
!0000141.000
|Orthodoxe Mehrheit
!2020
|-
| Thailand
!001,3 %
!0000912.300
|
!2020
|-
| Turkmenistan
!001,1 %
!0000068.000
|Orthodoxe Mehrheit
!2020
|-
| Dschibuti
!001,1 %
!0000010.900
|Katholische Mehrheit
!2020
|-
| Usbekistan
!001,0 %
!0000347.700
|Orthodoxe Mehrheit
!2020
|-
| Palästina
!000,9 %
!0000045.100
|Orthodoxe Mehrheit
!2020
|-
| Tadschikistan
!000,7 %
!0000065.600
|Orthodoxe Mehrheit
!2020
|-
| Iran
!000,7 %
!0000579.300
|
!2020
|-
| Bangladesch
!000,6 %
!0000914.800
|
!2020
|-
| Libyen
!000,5 %
!0000036.000
|Katholische Mehrheit
!2020
|-
| Mayotte
!000,5 %
!0000001.400
|
!2020
|-
| Komoren
!000,5 %
!0000004.400
|
!2020
|-
| Irak
!000,5 %
!0000185.600
|
!2020
|-
| Nordkorea
!000,4 %
!0000099.000
|Protestantische Mehrheit
!2020
|-
| Algerien
!000,3 %
!0000129.400
|
!2020
|-
| Malediven
!000,3 %
!0000001.500
|
!2020
|-
| Niger
!000,3 %
!0000062.900
|
!2020
|-
| Mauretanien
!000,2 %
!0000010.900
|
!2020
|-
| Türkei
!000,2 %
!0000176.100
|
!2020
|-
| Tunesien
!000,2 %
!0000023.100
|
!2020
|-
| Westsahara
!000,2 %
!0000001.000
|
!2020
|-
| Marokko
!000,1 %
!0000031.600
|
!2020
|-
| Jemen
!000,1 %
!0000016.500
|
!2020
|-
| Somalia
!00< 0,1 %
!0000004.200
|
!2020
|-
| Afghanistan
!00< 0,1 %
!0000007.500
|
!2020
|-
|000WELTWEIT
!032,2 %
!2.506.426.400
|Katholiken 15,9 %,
Protestanten 11,6 %,
Orthodoxe 3,8 %,
sonstige Christen 0,4 %
!2020
|-
|}

## Länder nach katholischer Bevölkerung

Katholische Bevölkerung weltweit

Die 10 Länder mit dem höchsten Anteil sowie der höchsten Anzahl an Katholiken (Stand 2010).
| Rang | Land                      | Anteil Katholiken | Rang | Land                         | Anzahl Katholiken |
| ---- | ------------------------- | ----------------- | ---- | ---------------------------- | ----------------- |
| 1    | Vatikanstadt              | 100 %             | 1    | Brasilien                    | 133.660.000       |
| 2    | Osttimor                  | 98,0 %            | 2    | Mexiko                       | 96.330.000        |
| 3    | Malta                     | 95,8 %            | 3    | Philippinen                  | 75.940.000        |
| 4    | Wallis und Futuna         | 95,2 %            | 4    | Vereinigte Staaten           | 74.470.000        |
| 5    | Saint-Pierre und Miquelon | 93,0 %            | 5    | Italien                      | 50.250.000        |
| 6    | Polen                     | 92,2 %            | 6    | Kolumbien                    | 38.100.000        |
| 7    | San Marino                | 90,5 %            | 7    | Frankreich                   | 37.930.000        |
| 8    | Paraguay                  | 89,6 %            | 8    | Polen                        | 35.290.000        |
| 9    | Kroatien                  | 88,5 %            | 9    | Spanien                      | 34.670.000        |
| 10   | Irland                    | 88,4 %            | 10   | Demokratische Republik Kongo | 31.180.000        |

## Länder nach protestantischer Bevölkerung

Protestantische Bevölkerung weltweit

Die 10 Länder mit dem höchsten Anteil sowie der höchsten Anzahl an Protestanten (Stand 2010).
| Rang | Land                | Anteil Protestanten | Rang | Land                         | Anzahl Protestanten |
| ---- | ------------------- | ------------------- | ---- | ---------------------------- | ------------------- |
| 1    | Grönland            | 95,5 %              | 1    | Vereinigte Staaten           | 159.850.000         |
| 2    | Tuvalu              | 95,4 %              | 2    | Nigeria                      | 59.680.000          |
| 3    | Island              | 91,3 %              | 3    | Volksrepublik China          | 58.040.000          |
| 4    | St. Helena          | 89,9 %              | 4    | Brasilien                    | 40.500.000          |
| 5    | Barbados            | 88,0 %              | 5    | Südafrika                    | 36.550.000          |
| 6    | Marshallinseln      | 87,0 %              | 6    | Vereinigtes Königreich       | 33.820.000          |
| 7    | Montserrat          | 86,7 %              | 7    | Demokratische Republik Kongo | 31.700.000          |
| 8    | St. Kitts und Nevis | 84,2 %              | 8    | Deutschland                  | 28.640.000          |
| 9    | Eswatini            | 81,8 %              | 9    | Kenia                        | 24.160.000          |
| 10   | Norwegen            | 81,3 %              | 10   | Indien                       | 18.860.000          |

## Länder nach orthodoxer Bevölkerung

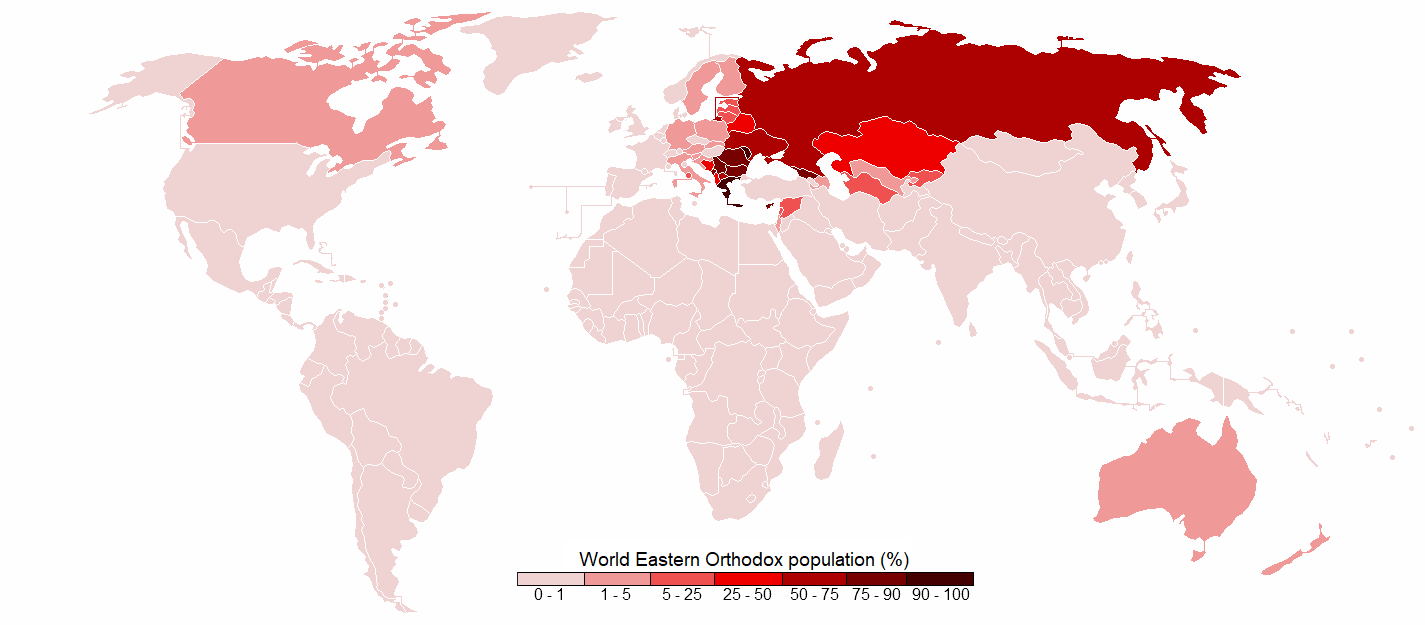
Orthodoxe Bevölkerung weltweit

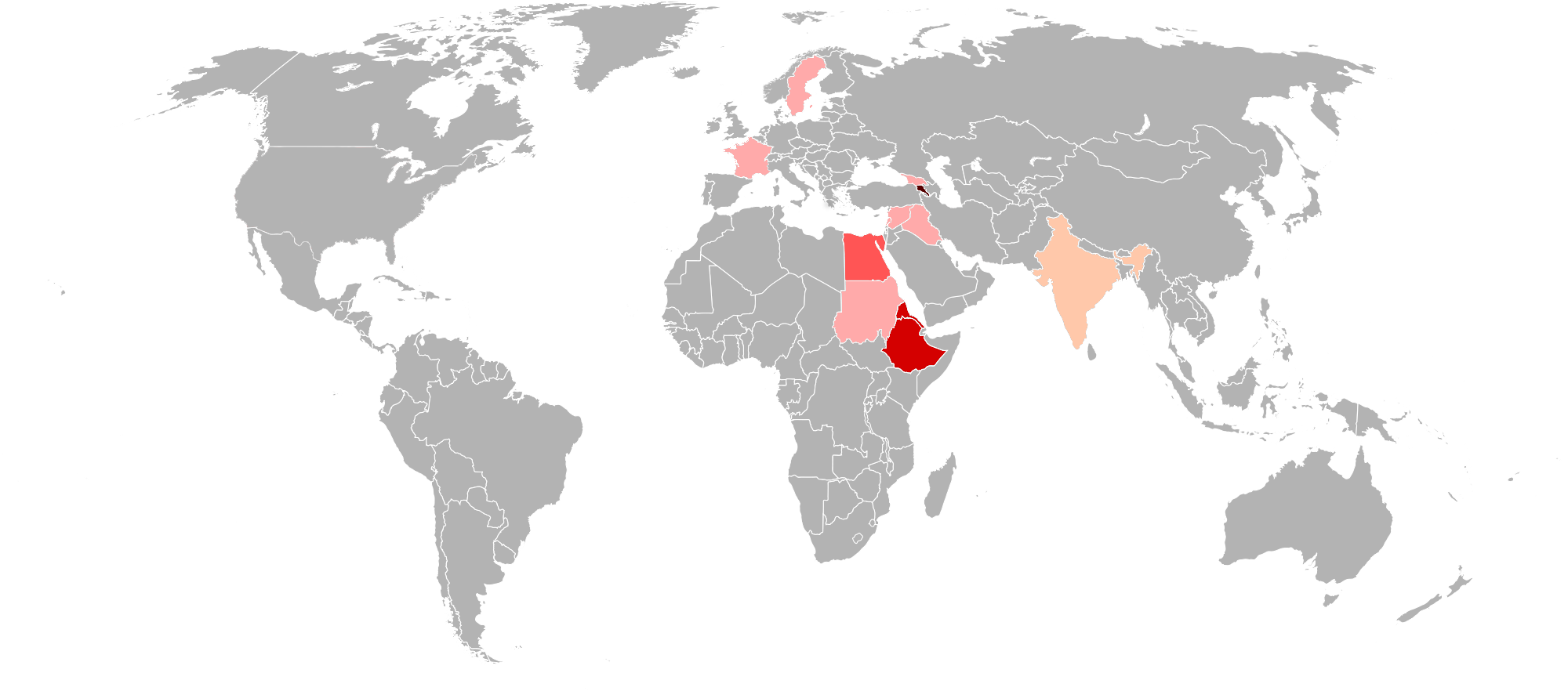
Orientalisch-Orthodoxe Bevölkerung weltweit

Die 10 Länder mit dem höchsten Anteil sowie der höchsten Anzahl an Orthodoxen (Stand 2010).
| Rang | Land         | Anteil Orthodoxe | Rang | Land         | Anzahl Orthodoxe |
| ---- | ------------ | ---------------- | ---- | ------------ | ---------------- |
| 1    | Moldau       | 95,4 %           | 1    | Russland     | 101.450.000      |
| 2    | Griechenland | 88,3 %           | 2    | Äthiopien    | 36.060.000       |
| 3    | Georgien     | 87,8 %           | 3    | Ukraine      | 34.850.000       |
| 4    | Rumänien     | 87,3 %           | 4    | Rumänien     | 18.750.000       |
| 5    | Armenien     | 86,6 %           | 5    | Griechenland | 10.030.000       |
| 6    | Serbien      | 86,6 %           | 6    | Ägypten      | 8.560.000        |
| 7    | Ukraine      | 76,7 %           | 7    | Serbien      | 6.730.000        |
| 8    | Montenegro   | 75,1 %           | 8    | Bulgarien    | 6.220.000        |
| 9    | Zypern       | 71,8 %           | 9    | Belarus      | 5.900.000        |
| 10   | Russland     | 71,0 %           | 10   | Georgien     | 3.820.000        |